# National Women’s Soccer League 2018
Die National Women’s Soccer League 2018 war die sechste Saison der US-amerikanischen Frauenfußballliga National Women’s Soccer League. Die reguläre Saison begann am 24. März und endete am 8. September 2018. Daran schloss sich ein Play-off mit den vier besten Teams der Saison an, welche in zwei Halbfinals sowie einem Finale die NWSL-Meisterschaft ausspielten.
Das Franchise FC Kansas City wurde im November 2017 aufgelöst und die Lizenz an die NWSL zurückgegeben, welche diese einschließlich der Spielerverträge, Draft Picks und weiterer Rechte an ein neues Franchise, den Utah Royals FC, vergab. Am 28. Januar 2018 wurde zudem die Mannschaft der Boston Breakers aus finanziellen Gründen vom Spielbetrieb zurückgezogen, nachdem die Verhandlungen mit einem potenziellen Investor nicht zu einem erfolgreichen Abschluss gebracht werden konnten.
Die reguläre Saison schlossen wie im Vorjahr die North Carolina Courage als Erstplatzierter ab und sicherten sich damit erneut den NWSL Shield. Zudem qualifizierten sich der letztjährige Meister, der Portland Thorns FC, sowie der Seattle Reign FC und die Chicago Red Stars für die Play-offs. Das erste Halbfinale konnte Portland mit 2:1 gegen Seattle für sich entscheiden. Im zweiten Halbfinale trafen North Carolina und Chicago aufeinander, wobei sich North Carolina mit 2:0 durchsetzen konnte. Somit trafen in der Neuauflage des Vorjahresfinals, das am 22. September im Providence Park in Portland stattfand, North Carolina und Portland aufeinander. Hier konnte sich North Carolina klar mit 3:0 durchsetzen und den ersten Meistertitel des Franchise erringen.

## Franchises und Spielstätten
An der Saison 2018 nahmen acht der zehn Franchises der Vorsaison teil, zudem übernahm der Utah Royals FC die Spielrechte des FC Kansas City. Die Boston Breakers zogen ihr Team vom Spielbetrieb zurück.
| Franchise              | Ort                             | Stadion              | Kapazität |
| ---------------------- | ------------------------------- | -------------------- | --------- |
| Chicago Red Stars      | Bridgeview, Illinois            | Toyota Park          | 22.000    |
| Houston Dash           | Houston, Texas                  | BBVA Compass Stadium | 7.000     |
| North Carolina Courage | Cary, North Carolina            | WakeMed Soccer Park  | 10.000    |
| Orlando Pride          | Orlando, Florida                | Orlando City Stadium | 25.517    |
| Portland Thorns FC     | Portland, Oregon                | Providence Park      | 21.144    |
| Seattle Reign FC       | Seattle, Washington             | Memorial Stadium     | 6.000     |
| Sky Blue FC            | Piscataway Township, New Jersey | Yurcak Field         | 5.000     |
| Utah Royals FC         | Sandy, Utah                     | Rio Tinto Stadium    | 20.213    |
| Washington Spirit      | Washington, D.C.                | Maryland SoccerPlex  | 5.126     |

| Red Stars |

| Dash |

| Courage |

| Pride |

| Thorns |

| Reign |

| Sky Blue |

| Royals |

| Spirit |

| Red Stars |

| Dash |

| Courage |

| Pride |

| Thorns |

| Reign |

| Sky Blue |

| Royals |

| Spirit |

## Spielerinnen
Vor der Saison erfolgte bei der sogenannten Player Allocation die Zuweisung von Nationalspielerinnen der Vereinigten Staaten und Kanadas an die zehn teilnehmenden Franchises.
→ National Women’s Soccer League 2018/Player Allocation
Daran schloss sich eine sogenannte Draft-Runde an, in der die Teams College-Spielerinnen unter Vertrag nehmen konnten:
→ National Women’s Soccer League 2018/College-Draft

## Modus
In der regulären Saison absolvierte jedes Team insgesamt 24 Spiele, davon je zwölf Heim- und Auswärtsspiele. Gegen jedes Team trug jede Mannschaft je drei Spiele aus.
Die vier am Ende der Saison bestplatzierten Teams qualifizierten sich für die Play-offs.

## Statistiken

### Tabelle
| Pl. | Verein                 | Sp. | S  | U  | N  | Tore    | Diff. | Punkte |
| --- | ---------------------- | --- | -- | -- | -- | ------- | ----- | ------ |
| 1.  | North Carolina Courage | 24  | 17 | 6  | 1  | 053:170 | +36   | 57     |
| 2.  | Portland Thorns FC     | 24  | 12 | 6  | 6  | 040:280 | +12   | 42     |
| 3.  | Seattle Reign FC       | 24  | 11 | 8  | 5  | 027:190 | +8    | 41     |
| 4.  | Chicago Red Stars      | 24  | 9  | 10 | 5  | 038:280 | +10   | 37     |
| 5.  | Utah Royals FC         | 24  | 9  | 8  | 7  | 022:230 | −1    | 35     |
| 6.  | Houston Dash           | 24  | 9  | 5  | 10 | 035:390 | −4    | 32     |
| 7.  | Orlando Pride          | 24  | 8  | 6  | 10 | 030:370 | −7    | 30     |
| 8.  | Washington Spirit      | 24  | 2  | 5  | 17 | 012:350 | −23   | 11     |
| 9.  | Sky Blue FC            | 24  | 1  | 6  | 17 | 021:520 | −31   | 09     |

### Ergebnisse
Die Spiele sind für jede Mannschaft in chronologischer Reihenfolge angegeben, die Ergebnisse zeilenweise jeweils aus Sicht der entsprechenden Mannschaft.
| Mannschaft                  | Spiel | Spiel | Spiel | Spiel | Spiel | Spiel | Spiel | Spiel | Spiel | Spiel | Spiel | Spiel | Spiel | Spiel | Spiel | Spiel | Spiel | Spiel | Spiel | Spiel | Spiel | Spiel | Spiel | Spiel |
| Mannschaft                  | 1     | 2     | 3     | 4     | 5     | 6     | 7     | 8     | 9     | 10    | 11    | 12    | 13    | 14    | 15    | 16    | 17    | 18    | 19    | 20    | 21    | 22    | 23    | 24    |
| --------------------------- | ----- | ----- | ----- | ----- | ----- | ----- | ----- | ----- | ----- | ----- | ----- | ----- | ----- | ----- | ----- | ----- | ----- | ----- | ----- | ----- | ----- | ----- | ----- | ----- |
| Chicago Red Stars (CHI)     | HOU   | POR   | UTA   | HOU   | NJ    | WAS   | ORL   | NC    | HOU   | SEA   | ORL   | WAS   | POR   | UTA   | WAS   | NC    | NJ    | SEA   | NC    | SEA   | POR   | ORL   | NJ    | UTA   |
| Chicago Red Stars (CHI)     | 1:1   | 2:3   | 1:0   | 3:0   | 1:1   | 1:1   | 0:2   | 1:1   | 2:2   | 0:0   | 2:5   | 2:0   | 1:1   | 2:0   | 2:0   | 1:4   | 3:1   | 1:0   | 1:1   | 0:0   | 2:2   | 3:1   | 5:01  | 1:2   |
| Houston Dash (HOU)          | CHI   | UTA   | CHI   | ORL   | NC    | NJ    | POR   | CHI   | UTA   | SEA   | WAS   | NC    | POR   | ORL   | SEA   | ORL   | POR   | WAS   | UTA   | NJ    | WAS   | SEA   | NJ    | NC    |
| Houston Dash (HOU)          | 1:1   | 0:0   | 0:3   | 0:1   | 0:2   | 3:2   | 1:1   | 2:2   | 0:1   | 2:1   | 3:2   | 1:1   | 1:3   | 2:1   | 1:3   | 3:1   | 1:3   | 1:0   | 1:2   | 2:1   | 4:0   | 0:2   | 6:1   | 0:5   |
| North Carolina Courage (NC) | POR   | NJ    | WAS   | SEA   | UTA   | HOU   | CHI   | WAS   | NJ    | ORL   | POR   | HOU   | UTA   | SEA   | ORL   | CHI   | WAS   | NJ    | UTA   | POR   | CHI   | ORL   | SEA   | HOU   |
| North Carolina Courage (NC) | 1:0   | 1:0   | 4:2   | 1:0   | 2:2   | 2:0   | 1:1   | 1:0   | 2:1   | 4:3   | 4:1   | 1:1   | 0:1   | 4:1   | 3:0   | 4:1   | 2:0   | 4:0   | 0:0   | 2:1   | 1:1   | 3:0   | 1:1   | 5:0   |
| Orlando Pride (ORL)         | UTA   | WAS   | POR   | HOU   | SEA   | CHI   | UTA   | POR   | NC    | CHI   | SEA   | NJ    | WAS   | HOU   | NC    | WAS   | HOU   | UTA   | SEA   | NJ    | POR   | NC    | CHI   | NJ    |
| Orlando Pride (ORL)         | 1:1   | 0:2   | 1:2   | 1:0   | 1:1   | 2:0   | 0:0   | 2:1   | 3:4   | 5:2   | 0:0   | 3:2   | 1:0   | 1:2   | 0:3   | 2:1   | 1:3   | 2:1   | 1:1   | 2:2   | 0:2   | 0:3   | 1:3   | 0:1   |
| Portland Thorns FC (POR)    | NC    | CHI   | ORL   | WAS   | UTA   | SEA   | HOU   | ORL   | WAS   | UTA   | NC    | CHI   | HOU   | NJ    | SEA   | UTA   | HOU   | NJ    | NC    | ORL   | CHI   | NJ    | WAS   | SEA   |
| Portland Thorns FC (POR)    | 0:1   | 3:2   | 2:1   | 1:1   | 1:1   | 2:3   | 1:1   | 1:2   | 1:0   | 2:0   | 1:4   | 1:1   | 3:1   | 1:1   | 0:1   | 4:0   | 3:1   | 2:1   | 1:2   | 2:0   | 2:2   | 2:1   | 1:0   | 3:1   |
| Seattle Reign FC (SEA)      | WAS   | NJ    | NC    | ORL   | POR   | NJ    | CHI   | HOU   | NJ    | ORL   | WAS   | NC    | UTA   | POR   | HOU   | UTA   | CHI   | ORL   | WAS   | UTA   | CHI   | HOU   | NC    | POR   |
| Seattle Reign FC (SEA)      | 2:1   | 1:0   | 0:1   | 1:1   | 3:2   | 4:1   | 0:0   | 1:2   | 1:0   | 0:0   | 0:0   | 1:4   | 0:0   | 1:0   | 3:1   | 1:0   | 0:1   | 1:1   | 2:0   | 1:0   | 0:0   | 2:0   | 1:1   | 1:3   |
| Sky Blue FC (NJ)            | NC    | SEA   | CHI   | HOU   | SEA   | NC    | WAS   | SEA   | UTA   | WAS   | ORL   | POR   | UTA   | CHI   | NC    | POR   | ORL   | HOU   | UTA   | POR   | HOU   | WAS   | CHI   | ORL   |
| Sky Blue FC (NJ)            | 0:1   | 0:1   | 1:1   | 2:3   | 1:4   | 1:2   | 0:1   | 0:1   | 1:2   | 0:0   | 2:3   | 1:1   | 1:3   | 1:3   | 0:4   | 1:2   | 2:2   | 1:2   | 2:2   | 1:2   | 1:6   | 1:1   | 0:51  | 1:0   |
| Utah Royals FC (UTA)        | ORL   | HOU   | CHI   | NC    | POR   | WAS   | ORL   | HOU   | POR   | NJ    | NC    | CHI   | SEA   | NJ    | POR   | SEA   | ORL   | NC    | HOU   | WAS   | SEA   | NJ    | WAS   | CHI   |
| Utah Royals FC (UTA)        | 1:1   | 0:0   | 0:1   | 2:2   | 1:1   | 2:0   | 0:0   | 1:0   | 0:2   | 2:1   | 1:0   | 0:2   | 0:0   | 3:1   | 0:4   | 0:1   | 1:2   | 0:0   | 2:1   | 1:0   | 0:1   | 2:2   | 1:0   | 2:1   |
| Washington Spirit (WAS)     | SEA   | ORL   | NC    | POR   | CHI   | UTA   | NC    | POR   | NJ    | HOU   | CHI   | NJ    | SEA   | ORL   | CHI   | ORL   | NC    | HOU   | SEA   | UTA   | HOU   | UTA   | POR   | NJ    |
| Washington Spirit (WAS)     | 1:2   | 2:0   | 2:4   | 1:1   | 1:1   | 0:2   | 0:1   | 0:1   | 1:0   | 2:3   | 0:2   | 0:0   | 0:0   | 0:1   | 0:2   | 1:2   | 0:2   | 0:1   | 0:2   | 0:1   | 0:4   | 0:1   | 0:1   | 1:1   |

1 Das ursprünglich am 28. Juli angesetzte Spiel zwischen Chicago und Sky Blue wurde auf den 4. September verlegt, da der Flug des Sky Blue FC gestrichen wurde.
| Legende   | Legende       | Legende | Legende       | Legende    |
| --------- | ------------- | ------- | ------------- | ---------- |
| Heimspiel | Auswärtsspiel | Sieg    | Unentschieden | Niederlage |

### Torschützinnenliste
| Platz | Spielerin          | Verein                          | Anzahl |
| ----- | ------------------ | ------------------------------- | ------ |
| 1     | Sam Kerr           | Chicago Red Stars               | 16     |
| 2     | Lynn Williams      | North Carolina Courage          | 14     |
| 3     | Lindsey Horan      | Portland Thorns FC              | 13     |
| 4     | Rachel Daly        | Houston Dash                    | 10     |
| 5     | Christine Sinclair | Portland Thorns FC              | 9      |
| 5     | Jodie Taylor       | Seattle Reign FC                | 9      |
| 7     | Debinha            | North Carolina Courage          | 8      |
| 7     | Crystal Dunn       | North Carolina Courage          | 8      |
| 7     | Sofia Huerta       | Chicago Red Stars, Houston Dash | 8      |
| 10    | Tobin Heath        | Portland Thorns FC              | 7      |
| 10    | Jessica McDonald   | North Carolina Courage          | 7      |
| 10    | Megan Rapinoe      | Seattle Reign FC                | 7      |

### Zuschauertabelle
|    | Verein                 | Zuschauer | pro Spiel | Auslastung |
| -- | ---------------------- | --------- | --------- | ---------- |
| 1. | Portland Thorns FC     | 203.506   | 16.959    | 080,2 %    |
| 2. | Utah Royals FC         | 113.593   | 9.466     | 046,8 %    |
| 3. | North Carolina Courage | 61.549    | 5.129     | 051,3 %    |
| 4. | Orlando Pride          | 58.046    | 4.837     | 018,9 %    |
| 5. | Chicago Red Stars      | 48.048    | 4.004     | 020 %      |
| 6. | Washington Spirit      | 46.704 1  | 3.892     | 066,3 %    |
| 7. | Seattle Reign FC       | 45.885    | 3.824     | 063,7 %    |
| 8. | Houston Dash           | 42.859    | 3.572     | 051 %      |
| 9. | Sky Blue FC            | 30.372    | 2.531     | 050,6 %    |

## NWSL Championship Play-offs
Die vier bestplatzierten Mannschaften der regulären Saison qualifizierten sich für die Play-offs.

### Halbfinale
Die Halbfinalspiele fanden am 15. und 18. September 2018 statt. Das Spiel zwischen North Carolina und Chicago sollte ursprünglich am 16. September im WakeMed Soccer Park in Cary, North Carolina stattfinden. Aufgrund der Auswirkungen des Hurrikans Florence wurde das Spiel um zwei Tage verschoben und nach Portland verlegt.
|                        | Ergebnis  |                   |
| ---------------------- | --------- | ----------------- |
| Portland Thorns FC     | 2:1 (1:1) | Seattle Reign FC  |
| North Carolina Courage | 2:0 (1:0) | Chicago Red Stars |

### Finale
Das Finale wurde am 22. September 2018 im Providence Park in Portland ausgetragen. Wie in den Vorjahren wurde ein neutraler Ort bestimmt, in dem das Finale stattfindet.
| North Carolina Courage                 | North Carolina Courage | Portland Thorns FC | Portland Thorns FC |
| -------------------------------------- | --- | --- | ------------------ |
| North Carolina Courage                 | \| Finale \| \| 22. September 2018 in Portland, Oregon \| \| Ergebnis: 3:0 (2:0) \| \| Zuschauer: 21.144 (ausverkauft) \| \| Schiedsrichter: Guido Gonzales \| | \| Finale \| \| 22. September 2018 in Portland, Oregon \| \| Ergebnis: 3:0 (2:0) \| \| Zuschauer: 21.144 (ausverkauft) \| \| Schiedsrichter: Guido Gonzales \|                                                                                                   | Portland Thorns FC |
| North Carolina Courage                 | Katelyn Rowland – Abby Dahlkemper, Merritt Mathias, Abby Erceg, Jaelene Hinkle – Debinha (78. Kristen Hamilton), Denise O’Sullivan, Samantha Mewis – Crystal Dunn (87. Heather O’Reilly), Jessica McDonald (90.+1’ Darian Jenkins), Lynn Williams. Cheftrainer: Paul Riley | Adrianna Franch – Emily Sonnett, Ellie Carpenter (90.+3’ Margaret Purce), Emily Menges, Meghan Klingenberg – Lindsey Horan, Celeste Boureille, Tobin Heath – Caitlin Foord, Christine Sinclair, Ana Maria Crnogorčević (68. Andressa). Cheftrainer: Mark Parsons | Portland Thorns FC |
| North Carolina Courage                 | 1:0 Debinha (13.) 2:0 Jessica McDonald (40.) 3:0 Jessica McDonald (64.) | | Portland Thorns FC |
| North Carolina Courage                 | Denise O’Sullivan, Jessica McDonald | | Portland Thorns FC |
| North Carolina Courage                 | Spieler des Spiels: Jessica McDonald (North Carolina Courage) | | Portland Thorns FC |
| Finale                                 | | |                    |
| 22. September 2018 in Portland, Oregon | | |                    |
| Ergebnis: 3:0 (2:0)                    | | |                    |
| Zuschauer: 21.144 (ausverkauft)        | | |                    |
| Schiedsrichter: Guido Gonzales         | | |                    |

## Ehrungen
Die Wahl für die Auszeichnungen am Ende der regulären Saison erfolgte durch die Franchisebesitzer, die General Manager und die Trainer, die Spielerinnen sowie ausgewählte Journalisten und – per Onlineabstimmung – die Fans.
|                                               | Preisträger/-in                      |
| --------------------------------------------- | ------------------------------------ |
| Erfolgreichste Torschützin (NWSL Golden Boot) | Sam Kerr (Chicago Red Stars)         |
| Rookie des Jahres                             | Imani Dorsey (Sky Blue FC)           |
| Torhüterin des Jahres                         | Adrianna Franch (Portland Thorns FC) |
| Trainer des Jahres                            | Paul Riley (North Carolina Courage)  |
| Verteidigerin des Jahres                      | Abby Erceg (North Carolina Courage)  |
| Wertvollste Spielerin (MVP)                   | Lindsey Horan (Portland Thorns FC)   |

| Tor        | Adrianna Franch  | Portland Thorns FC     | 45 Paraden, 3 Spiele ohne Gegentor | Lydia Williams     | Seattle Reign FC       |
| Abwehr     | Emily Sonnett    | Portland Thorns FC     | 1.755 Spielminuten                 | Merritt Mathias    | North Carolina Courage |
| Abwehr     | Becky Sauerbrunn | Utah Royals FC         | 1.720 Spielminuten                 | Julie Ertz         | Chicago Red Stars      |
| Abwehr     | Abby Erceg       | North Carolina Courage | 2.160 Spielminuten                 | Emily Menges       | Portland Thorns FC     |
| Abwehr     | Abby Dahlkemper  | North Carolina Courage | 1.710 Spielminuten                 | Stephanie Catley   | Seattle Reign FC       |
| Mittelfeld | Tobin Heath      | Portland Thorns FC     | 7 Tore, 7 Vorlagen                 | Debinha            | North Carolina Courage |
| Mittelfeld | Lindsey Horan    | Portland Thorns FC     | 13 Tore, 2 Vorlagen                | Carli Lloyd        | Sky Blue FC            |
| Mittelfeld | McCall Zerboni   | North Carolina Courage | 1800 Spielminuten, 3 Tore          | Christine Sinclair | Portland Thorns FC     |
| Sturm      | Crystal Dunn     | North Carolina Courage | 8 Tore, 5 Vorlagen                 | Lynn Williams      | North Carolina Courage |
| Sturm      | Sam Kerr         | Chicago Red Stars      | 16 Tore, 4 Vorlagen                | Rachel Daly        | Houston Dash           |
| Sturm      | Megan Rapinoe    | Seattle Reign FC       | 7 Tore, 6 Vorlagen                 | Sofia Huerta       | Houston Dash           |

## Trainerwechsel
| Datum             | Verein            | Tabellenplatz   | Trainer      | Grund           | Nachfolger        | Quelle |
| ----------------- | ----------------- | --------------- | ------------ | --------------- | ----------------- | ------ |
| 7. November 2017  | Seattle Reign FC  | 5.              | Laura Harvey | Rücktritt       | Vlatko Andonovski | [ 17 ] |
| 15. November 2017 | Sky Blue FC       | 6.              | vakant       | –               | Denise Reddy      | [ 18 ] |
| 27. November 2017 | Utah Royals FC    | neues Franchise | vakant       | –               | Laura Harvey      | [ 19 ] |
| 28. November 2017 | Houston Dash      | 8.              | vakant       | –               | Vera Pauw         | [ 20 ] |
| 21. August 2018   | Washington Spirit | 8.              | Jim Gabarra  | Erfolglosigkeit | Tom Torres        | [ 21 ] |